# Soundsystém

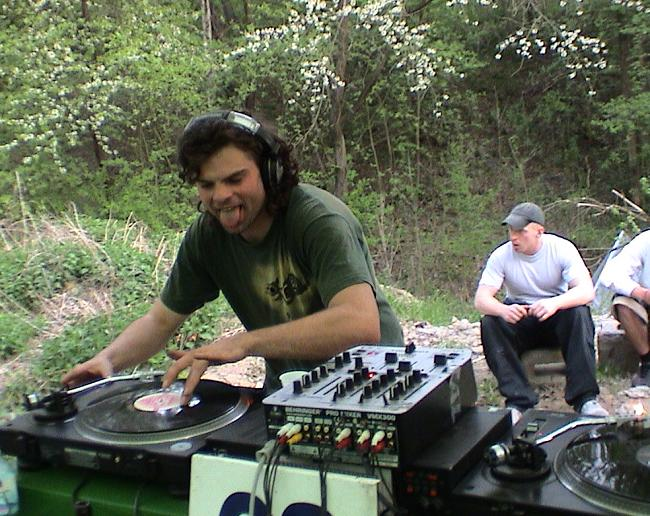
DJ ze soundsystému Raptus

Soundsystém (také jako soundsystem), známý také jako Tribes kmen/y je uskupení lidí, společně vlastnící techniku a další instrumenty, potřebné k pořádání Freetekno parties, jako je například známý teknival CzechTek.
Technikou se rozumí zejména:
- Nákladní automobil, autobus, nebo dodávka pro převoz materiálu a zásob.
- Naftový agregát potřebný k výrobě elektřiny, jelikož drtivá většina parties se koná mimo dosah jakékoliv infrastruktury.
- Výkonné reproduktory, jejich celkový příkon často přesahuje 10 kW.
- Železné konstrukce na zavěšení log systému, různých obrazců, projekčních pláten, laseru, světel a stroboskopů.
- Gramofony, zesilovače, mixážní pulty, ekvalizéry, PC sestavy, kabeláž, pracovní nářadí pro montáž.

Většina dnešních [kdy?] soundsystémů má trvalé zázemí - většina jejich členů má trvalé bydliště a zaměstnání, případně ještě studují.
Každý soundsystem má „svého“ DJ, který má sbírku gramofonových desek s různými zvuky a rytmy. Z těchto desek na několika gramofonech (obvykle 2-3) vytváří výsledný mix. Tím je obvykle dunivá skladba (tzv. set) plná spirálovitých zvuků a hlubokých či vysokých průběhů a ozvěn. DJ je většině účastníků skrytý za hradbou reproduktorů, většinou v autobusu či v náklaďáku.
K sound systému patří i bar, kde se podávají alkoholické nápoje. Sound system je zpravidla nekomerční produkcí a zisk jde tedy primárně z baru. Dále si systemy vydělávají např. prodejem triček a mikin. Nemalá část ze zisku je většinou použita na pronájem místa a aparatury či transportu. Festivaly nebo open air akce se jmenují tradičně např. Czechtek nebo Czarotekk, případně podle aktuální situace nebo velikosti akce, např.: Paroubtek nebo všeobecně Teknivaly (pořádají se zpravidla jednou do roka).
Tradičními soundsystémy jsou v ČR:
- Badtekk
- BooYone
- Cirkus Alien
- Depo274
- Dimensions
- Lettek
- Luxor
- Mayapur
- NSK
- Oktekk
- Project23
- Rush 27
- Spectro
- Strahov
- Strojobal
- Tatramat
- Technical Support
- Virus
- Vosa

Známé zahraniční soundsystémy:
- Heretik
- Lego
- Metek
- Mutoid Waste Co.
- Narkotek
- Okupe
- Spiral Tribe
- Weasel Busters